# Luiz Nishimori
Luiz Hiloshi Nishimori (Marialva, 9 de abril de 1949) é um agricultor, comerciante e político brasileiro, filiado ao Partido Social Democrático (PSD).

## Política
Formado na Universidade Estadual de Maringá em Ciências Contábeis, foi candidato em 2002, pelo PP, a deputado estadual no Paraná, alcançando 28 779 votos e ficando como suplente e posteriormente assumindo a vaga. Reeleito deputado estadual na eleição de 2006, já pelo PSDB, com 45 247 votos. Foi candidato a deputado federal pelo Paraná em 2010, ficando como primeiro suplente da coligação, com 70 088 votos, assumindo o cargo em 8 de fevereiro de 2011 até o final da legislatura.
Desligou-se do PSDB em 2013, alegando não ter espaço no partido e ingressou no PR. Na eleição de 2014, foi reeleito deputado federal com 106 852 votos. Em janeiro de 2015 foi eleito presidente do diretório do PR no estado do Paraná.[carece de fontes?]
Em 17 de abril de 2016, Nishimori votou pela abertura do processo de impeachment de Dilma Rousseff.
Já durante o governo Michel Temer, votou a favor da PEC do Teto dos Gastos Públicos.  Em abril de 2017 foi favorável à Reforma Trabalhista.
Em 2 de agosto de 2017, na votação sobre a admissibilidade da denúncia de corrupção passiva em desfavor do presidente Michel Temer, assinada pela PGR, votou pelo arquivamento.
É relator do Projeto de Lei 6299, que visa atualizar a legislação referente ao uso de agrotóxicos.

### Atividades partidárias
- Vice-líder do PSDB na Câmara dos Deputados (15/2/2012-25/9/2012);
- Líder do PSDB na Assembleia Legislativa do Paraná (2007);
- Membro do diretório estadual do PSDB (2006-2013);
- Presidente do diretório estadual do Partido da República (2015-2016);
- Presidente do Grupo Parlamentar Brasil Japão (2015-presente);
- Relator na Comissão dos Agrotóxicos;
- Coordenador de relações internacionais da Frente Parlamentar da Agropecuária.

## Condecorações
- Deputado do Ano (Diário Popular de Curitiba) - 2008;
- Personalidade Política do Interior (Revista Senap) - 2010;
- Título de Cidadão Santa-feense (Câmara Municipal de Santa Fé, Paraná) - 2010;
- Grande Oficial da Ordem de Rio Branco - 21 de novembro de 2023;[8]